# Anthony Chaplain
Pour les articles homonymes, voir Chaplain.
Anthony Chaplain (de son vrai nom Anthony Chapelain), dit Chaplain des Côtes d'Armor, est un auteur-musicien-interprète breton, originaire de Saint Alban.

## Biographie
Anthony Chaplain chante depuis 2003 et sa musique évolue vers la chanson française, piquée de jazz manouche, tantôt folk, tantôt rock. On le connaît surtout pour son tube Marie La Dondaine. Il a participé à la tournée de Johnny Hallyday en 2005, filmé un clip avec Charles Aznavour pour sa reprise "Emmenez moi" et enregistré avec Liza Minnelli[Quoi ?]. 

En 2017, Michel Sardou reprend un titre original d'Anthony Chaplain, Le Choix du fou.

## Discographie

### Singles
- 2004 : Marie la dondaine / Ouvrez grand les oreilles
- 2005 : Emmenez-moi
- 2013 : Louna ma lune (version chantée et instrumentale)